# Brunryggig myrpitta
Brunryggig myrpitta (Grallaria haplonota) är en fågel i familjen myrpittor inom ordningen tättingar.

## Utseende och läte
Brunryggig myrpitta är en medelstor, typisk myrpitta med knubbig kropp, kort stjärt och långa ben. Fjäderdräkten är jämnfärgat brun, med mörkare olivbrun ovansida och mer gulbrun undersida. Runt ögat syns en tydligt vit ögonring. Sången består av en rätt långsam serie ihåliga visslingar som växer i styrka för att sedan falla av.

## Utbredning och systematik
Brunryggig myrpitta delas in i fyra underarter:
- Grallaria haplonota haplonota – förekommer i bergen i norra Venezuela (Lara, Carabobo, Aragua och Miranda)
- Grallaria haplonota pariae – förekommer i nordöstra Venezuela (subtropiska berg på Pariahalvön)
- Grallaria haplonota parambae – förekommer i Stillahavssluttningen från västra Colombia (Risaralda) till södra Ecuador (El Oro)
- Grallaria haplonota chaplinae – förekommer i Andernas östsluttning i Colombia, Ecuador och nordligaste Peru

## Levnadssätt
Brunryggig myrpitta är en ovanlig fågel i förberg och nedre subtropiska zonen, i fuktiga bergsskogar på mellan 700 och 1800 meters höjd. Där lever den mycket tillbakadraget och kan vara väldigt svår att få syn på.

## Status och hot
Arten har ett stort utbredningsområde, men tros minska i antal, dock inte tillräckligt kraftigt för att den ska betraktas som hotad. Internationella naturvårdsunionen IUCN listar arten som livskraftig (LC).